# Команданта Эстер

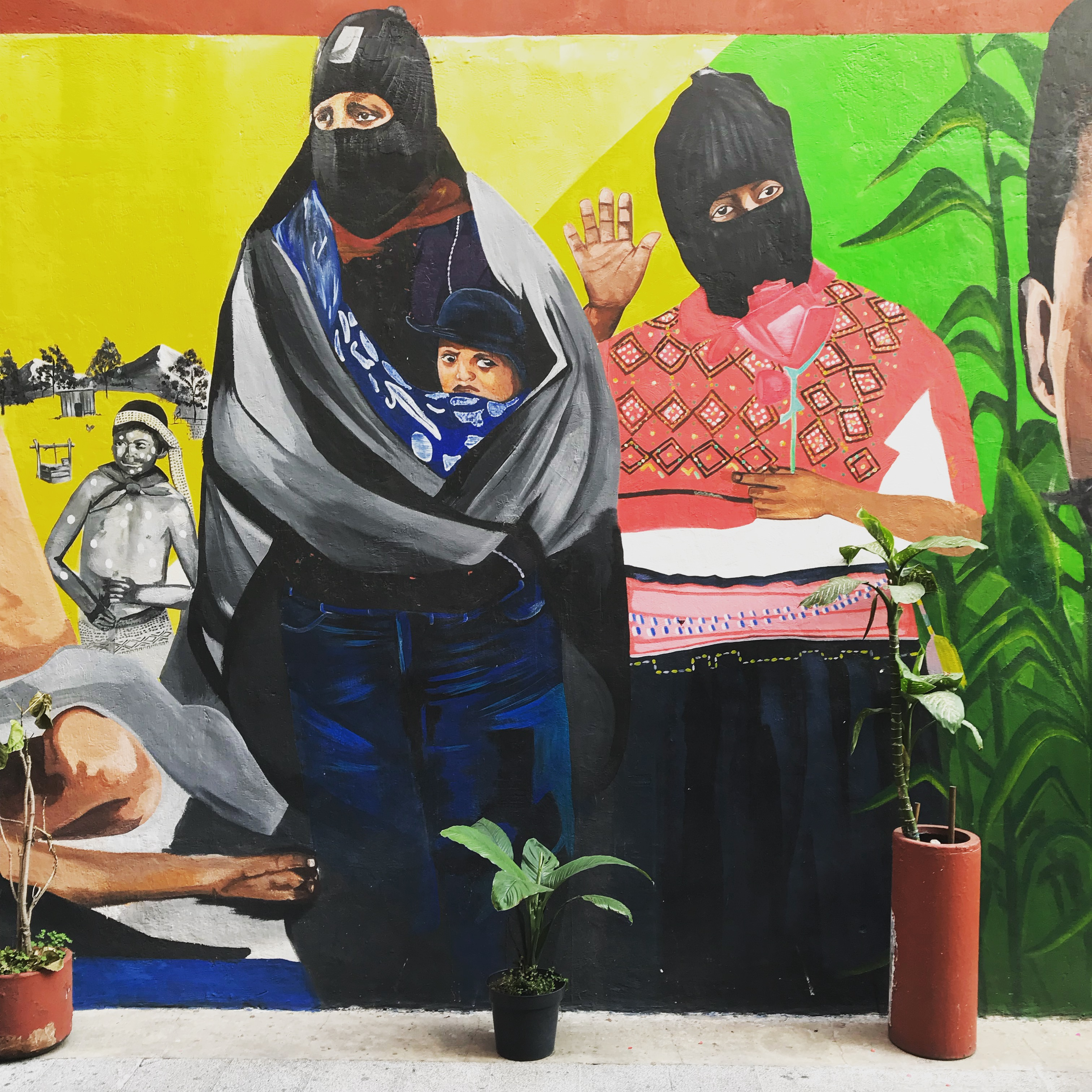
Сапатисты, изображённые на фреске.

Команданта Эстер (исп. Comandanta Esther) — представительница народа цельталей, член Сапатистской армии национального освобождения (САНО), действующей в самом южном мексиканском штате Чьяпас и провозглашающей своей целью защиту прав коренных народов. Предположительно она является высокопоставленной женщиной в этой структуре. Военные «командиры» не имеют фактической военной или государственной власти в этой армии и являются просто представителями движения. Наибольшую известность Команданте Эстер принесла её речь, произнесённая в марте 2001 года в Конгрессе Мексики в Законодательном дворце Сан-Ласаро в Мехико. В ней она говорила о конституционном признании коренных народов и о трудностях, с которыми сталкиваются женщины из коренных народов в Мексике, требовала признания их прав. Её деятельность поспособствовала тому, что женщины-активистки стали высказываться и занимать лидирующие позиции в своих сообществах в Мексике.

## Биография
Детство Команданты Эстер было отягощено бедностью и периодами голода. Она жила с матерью и несколькими братьями и сёстрами, четверо из которых умерли от недоедания или от болезней. У них не было денег, они ели лепёшки и изредка бобы. Кроме того, Эстер не владела испанским языком. В детстве она ходила в школу, но не могла учиться из-за этого незнания. По её словам, она научилась говорить и писать по-испански, лишь когда присоединилась к САНО.
Повзрослев, Эстер начала осмысливать окружающую её бедность, посещать встречи представителей коренных народов, где те обсуждали состояние своих общин. Постепенно она сама начала принимать активное участие в политической деятельности, но на этом пути встречала противодействие из-за того, что происходила из того региона, где гендерное неравенство — обычное явление.

## Политическая деятельность

Флаг Сапатистской армии национального освобождения

Команданта Эстер приобрела известность как представитель Тайного революционного комитета коренных народов САНО, публично выступившая в Конгрессе Мексики, в Законодательном дворце Сан-Лазаро 28 марта 2001 года. Её статус в качестве представителя САНО привлёк большое внимание к её выступлению, так как до этого времени субкоманданте Маркос был единственным и главным представителем организации, выступавшим публично.
Её выступление транслировалось в прямом эфире на всех мексиканских телеканалах и было опубликовано 29 марта в разделе «Профиль» мексиканской газеты La Jornada. В опубликованном материале говорилось, что Комиссии по согласию и умиротворению (Cocopa) непременно следует признать необходимость соблюдения прав коренных народов, особенно что касается их женщин, так как те сталкивалась с гораздо более целенаправленным гендерным насилием, имели меньше прав в области здравоохранения и деторождения, а также в сфере трудоустройства и свободы самовыражения.
В своей речи в Конгрессе Мексики она сказала: "Вот какой мы, сапатисты, хотим видеть Мексику. Такой, где индейские народы жители будут считаться коренными народами и мексиканцами, где уважение к различиям будет уравновешиваться уважением к тому, что делает нас равными. Такой, где различие не становится причиной смерти, тюремного заключения, преследования, издевательства, унижения, проявлений расизма. Такой, где, сформированная различиями наша нация будет суверенной и независимой ". Эти идеи соответствовали идеям САНО в то время.
Другое, хотя и менее известное, резонансное выступление состоялось в рамках празднования Международного женского дня в Чьяпасе 8 марта того же года. Она говорила о потребности женщин в солидарности и единстве:
«Женщинам по всей стране мы говорим, чтобы они боролись вместе. Мы должны больше бороться, потому что нас, коренных жителей, презирают трижды. Как индеанок, как женщин и как бедных женщин. Но страдают и неиндеанки, поэтому мы просим присоединиться к этой борьбе, чтобы мы больше не страдали».
Кроме того, она также рассказала о трудностях, с которыми ей и другим женщинам приходилось сталкиваться при участии в политике:
«Сначала мне было очень тяжело, мужчины не понимали меня, хотя я всегда им объясняла, что надо бороться, чтобы мы не голодали всё время. Мужчины были недовольны, мол, женщины хороши только для того, чтобы заботиться о детях…».
Команданта Эстер также участвовала в качестве спикера в следующих мероприятиях в течение 2001 года:
- Хучитан, штат Оахака, 25 февраля.
- Нурио, Мичоакан, 3 марта
- Толука, штат Мехико, 5 марта.
- Сокало из Мехико, 11 марта.
- Национальный политехнический институт (ИПН), 16 марта
- Национальная школа антропологии и истории (ENAH), 18 марта.
- Сан-Андрес-Тотолтепек и Санто-Томас-Ахуско, 19 марта.
- УАМ Аскапоцалько, 20 марта

А 9 августа 2003 года она выступала в Овентике (штат Чьяпас), где во время Праздника улиток Команданта Эстер подвергла резкой критике политические партии, указав, что они не представляют мексиканцев
В большинстве своих выступлений Команданта Эстер подчёркивала важность единства между коренными и некоренными людьми, а также между мужчинами и женщинами в стремлении создать лучшую страну.
Команданта Эстер также написала письмо от 1 января 2003 года на имя тогдашнего президента Мексики Висенте Фокса Кесады и Луиса Х. Альвареса, комиссара по развитию коренных народов, с требованием признать коренные народы и их требования, вместо того, чтобы не выполнять данные ими обещания.